# Kontrahent
Der Kontrahent (von lateinisch con-trahere „zusammenziehen, vereinigen, bewirken“) oder Vertragspartner ist ein Rechtssubjekt, das einen Vertrag (Kontrakt) abschließt. Diese ursprüngliche Bedeutung ist heute auf die juristische Fachsprache und den Sprachgebrauch im Finanzwesen beschränkt. Die Bezeichnung wird jedoch auch für einen Gegner in einer (geistigen) Auseinandersetzung gebraucht.

## Etymologie
Das Wort Kontrahent ist hergeleitet vom Partizip Präsens des lateinischen Verbs contrahere, das u. a. eine geschäftliche Verbindung eingehen, abschließen bedeutet. Als solche contrahentes wurden im römischen Recht die einen Vertrag schließenden Parteien bezeichnet. Das Ergebnis eines solchen Vorgangs zwischen den Kontrahenten war ein rechtswirksamer Kontrakt, der eine geschäftliche Vereinbarung sein konnte ebenso wie eine private, z. B. eine Eheschließung.
Die Verwendung der Bezeichnung Kontrahent für einen Vertragspartner ist im Deutschen seit dem 16. Jahrhundert belegt. Eine spezielle Bedeutung des Wortes ist die eines Gegners oder Rivalen im Zweikampf des Mittelalters. In der Studentensprache wurde das Verabreden des Zweikampfes als kontrahieren bezeichnet, wobei wohl das lateinische Wort contra (gegen) eine Rolle gespielt hat: „Gegner im Zweikampf“.

## Finanzwesen
Im Finanzwesen ist der Kontrahent die Vertragspartei (oder der Vertragspartner) in einem Finanzkontrakt an der Börse oder außerhalb der Börse. Entsprechend spricht man vom Kontrahentenrisiko als dem Risiko, das in der möglichen Zahlungsunfähigkeit des Kontrahenten liegt, und hat das Rechtssubjekt des Zentralen Kontrahenten entwickelt, um dieses Risiko zu vermindern. Auch eine Clearingstelle oder ein Clearinghaus tritt als Vertragspartner zwischen die Kontrahenten eines Finanzkontrakts, garantiert die Erfüllung der Kontrakte und befreit die Kontrahenten von der Prüfung der gegenseitigen Kreditwürdigkeit.
In der seit 2014 in allen EU-Mitgliedstaaten gültigen Kapitaladäquanzverordnung wurde das englische Wort „counterparty“ für „Kontrahent“ stattdessen wörtlich mit „Gegenpartei“ übersetzt.

## Juristischer Sprachgebrauch
Im juristischen Sprachgebrauch ist Kontrahent der Vertragspartner. Der Gegenpart des Kontrahenten ist der Gegenkontrahent. Der Begriff Kontrahierungszwang steht für den gesetzlichen Abschlusszwang des Oblaten (Anerbotenen), sich mit dem Offerenten (Anbietenden) auf dessen Offerte (Angebot) hin in dem gesetzlich vorgeschriebenen Umfange zu kontrahieren (z. B. in der Pflichtversicherung).